# 비안면
비안면(比安面)은 대한민국 경상북도 의성군의 면이다. 넓이는 65.54km2이고, 인구는 2012년 기준으로 2,700명이다.

## 연혁
- 소문국에 속하여 아화옥, 병옥, 병산현이라 칭함.
- 신라 경덕왕 문소군 비옥으로 개칭.
- 고려 현종 9년 상주목(尙州牧)에 속함.
- 고려 공양왕 2년 안정현(安貞縣)과 병합.
- 조선 세종 3년 안정현(安貞縣)과 비옥현(比屋縣)을 통합해서 현의 명칭을 안비현(安比縣)이라 개칭.
- 조선 세종 5년 현(縣)의 청사가 온전히 구비된 비옥이 현실적으로 타당하다는 경상감사의 장계에 따라 조정에서 이를 가납하여 다시 비안현(比安縣)으로 고치고 현청(縣廳)의 소재지도 안정(安貞)에서 비옥(比屋)으로 옮김.[1]
- 조선 고종 32년(1895년) 6월 23일 행정구역 개편 때 비안은 현에서 군으로 승격되고 현감이 부임하는 최하급(最下級) 고을에서 획일적으로 군수가 부임하게 됨. 또한 동시에 관할도 23부제의 실시로 대구부(大邱府)에 넘어갔다가 다음해에 13도제로 개편됨에 따라 다시 경상북도로 이관됨.[2]
- 1906년 9월 24일 반포된 행정 구역 개편 때에는 상주군(尙州郡)에서 옛 단밀현(丹密縣)의 옛터이던 단동(丹東), 단서(丹西), 단남(丹南), 단북(丹北)등 4개면을, 예천군(醴泉郡)에서 옛 다인현(多仁縣) 땅이던 현동(縣東), 현서(縣西),현남(縣南), 현내(縣內) 등 4개면을 이관받음.
- 1909년 비안군(比安郡) 외북면(外北面)을 의성군에 넘겨주고 의성군 우곡면(羽谷面)을 비안군으로 넘겨 받음.
- 1914년 현서면 만을 예천군에 환속하고 나머지 전부는 의성군에 흡수 통합되어 비안군이 없어지고 의성군 비안면으로 격하됨.

## 행정 구역
- 도암리
- 동부리
- 산제리
- 서부리
- 쌍계리
- 옥연리
- 외곡리
- 용남리
- 용천리
- 이두리
- 자락리
- 장춘리
- 현산리
- 화신리

## 교육
- 비안초등학교
  - 구) 이두초등학교 비안분교 (폐교) - 비안면 서부1길 14 (서부리)
  - 구) 이두초등학교 쌍계분교 (폐교) - 비안면 강변길 565 (쌍계리)
- 중부중학교